# Juda Machabeusz (oratorium)

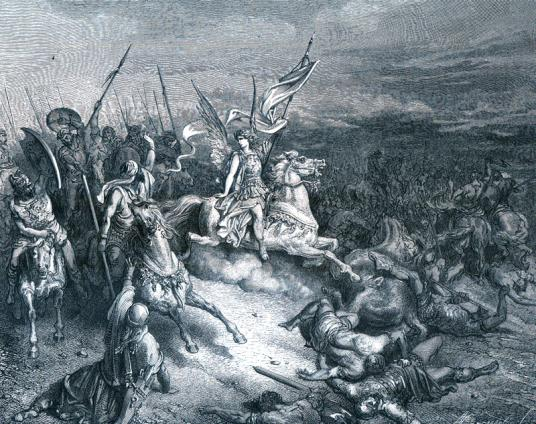
Juda Machabeusz

Juda Machabeusz (HWV 63) – oratorium Händla z 1747 roku. Wykorzystuje się w nim chór czterogłosowy, tekst poetycki oparty na Biblii oraz wątki mitologiczne. Bohater jest przedstawiony w sposób operowy –– jako postać o zindywidualizowanej osobowości. Oratorium to, wykonane po raz pierwszy w 1747 roku w Londynie, odniosło wielki sukces. 
Najbardziej znanym fragmentem dzieła jest partia chóralna See the conquering Hero comes. Miała ona uczcić Williama, księcia Cumberlandu, powracającego w 1746 roku ze zwycięskiej wyprawy przeciw Jakobitom. Obok znanego menueta Luigiego Boccheriniego był to jeden z najpopularniejszych utworów muzycznych XVIII wieku.

## Dramatis Personae
- Juda Machbeusz (tenor)
- Szymon, brat Judy (bas)
- Żydówka (sopran)
- Izraelczyk (mezzosopran)
- Eupolemus, żydowski ambasador w Rzymie (alt)
- posłaniec (alt)
- drugi posłaniec (bas)
- Chór Izraelitów
- Chór młodzieńców
- Chór dziewic

podczas premiery w roku 1747 śpiewali:
- Judasz: John Beard
- Israelczyk: Caterina Galli (mezzosopran)
- Żydówka: Elisabetta de Gambarini (sopran)
- Szymon: Thomas Reinhold (bas)
- Eupolemus Thomas Reinhold

## chorał:See the conquering Hero comes- tekst oryginału
Młodzieńcy:
- See, the conqu'ring hero comes!
- Sound the trumpets, beat the drums.
- Sports prepare, the laurel bring,
- Songs of triumph to him sing.

Dziewice:
- See the godlike youth advance!
- Breathe the flutes, and lead the dance;
- Myrtle wreaths, and roses twine,
- To deck the hero's brow divine.

Izraelici:
- See, the conqu'ring hero comes!
- Sound the trumpets, beat the drums.
- Sports prepare, the laurel bring,
- Songs of triumph to him sing.
- See, the conqu'ring hero comes!
- Sound the trumpets, beat the drums.

## chorał:See the conquering Hero comes- nieoficjalne tłumaczenie polskie
Młodzieńcy:
- Spójrzcie, nadchodzi zwycięzca!
- Zagrajcie trąbki, zagrzmijcie bębny.
- Przygotujcie igrzyska,wieniec laurowy,
- Śpiewajcie tryumfalne pieśni.

Dziewice:
- Spójrzcie nadchodzi młodzieniec podobny Bogom!
- dmuchnijcie w flet, prowadźcie do tańca;
- wieńce z mitry, i płatków róż,
- by nakryć boskie brwi bohatera.

Izraelici:
- Spójrzcie, nadchodzi zwycięzca!
- Zagrajcie trąbki, zagrzmijcie bębny.
- Przygotujcie łowy, przynieście wieniec laurowy,
- Śpiewajcie tryumfalne pieśni.
- Spójrzcie, nadchodzi zwycięzca!
- Zagrajcie trąbki, zagrzmijcie bębny.